# Bent Jørgensen (navneforsker)
 Der er flere personer med dette navn, se Bent Jørgensen (flertydig).
Bent Jørgensen (født 12. marts 1944) er en dansk navneforsker og professor emeritus ved Københavns Universitet. Hans forskning har især fokuseret på danske stednavne, men også personnavne og sproghistorie. Han har bidraget til etymologier i Den Store Danske og Den Danske Ordbog. Han er derudover interesseret i sporvogne.

## Historie
Bent Jørgensen voksede op tæt på Islev Station. Han blev i 1970 magister i nordisk filologi, og i 1976 dr.phil. på grundlag af Reciprokering. Studier i indbyrdes afhængighed mellem ældre danske bebyggelsesnavn. Han blev i 1979 ansat som lektor og var 1999 til 2003 institutleder for Institut for Navneforskning på Københavns Universitet.
Han blev i 2008 udnævnt til professor i nordisk navneforskning, først midlertidigt. I 2014 blev der udgivet et festskrift i anledning af hans 70-års-fødselsdag. Han gik på pension i 2017, og der blev senere på året afholdt et æresseminar for ham.

## Medlemskaber
Bent Jørgensen var næstformand for Dansk Landbohistorisk Selskab 1981-1993 og formand for Stednavneudvalget 1993-1999. Derudover har han været formand for Dansk Selskab for Oldtids- og Middelalderforskning, og medlem af Dansk Sprognævns repræsentantskab, Det Danske Sprog- og Litteraturselskab samt Sporvejshistorisk Selskab. Han blev i 1992 efor for Studentergården.
Han er optaget i Kungl. Gustav Adolfs Akademien.

## Udvalgt bibliografi
- Bent Jørgensen (1970), "Dansk Gadenavneskik", Museum Tusculanums Forlag, Navnestudier, København, ISBN 978-87-635-3621-9, Wikidata  Q104659689
- Bent Jørgensen (1979), "Stednavne og samfærdselshistorie", Navnestudier, København, 18, ISBN 978-87-635-3612-7, Wikidata  Q131378964
- Bent Jørgensen (1980), Stednavne og administrationshistorie, Navnestudier, Museum Tusculanums Forlag, ISBN 978-87-635-3624-0, Wikidata  Q104659403
- Bent Jørgensen (1981), Dansk stednavneleksikon. Øerne øst for Storebælt, København: Gyldendal, ISBN 87-01-97671-0, Wikidata  Q130219705
- Bent Jørgensen (1982), Dansk Stednavneleksikon (PDF), København: Gyldendal, ISBN 87-00-72221-9, Wikidata  Q129635010
- Bent Jørgensen (1999), Storbyens Stednavne, København: Gyldendal, ISBN 87-00-35610-7, OL 120038M, Wikidata  Q57895313
- Bent Jørgensen (2019), Fra S-tog til sporvogne: Sporvejshistorisk Selskab, ISBN 87-91109-31-0 (erindringer)